# Dicranota paraconsors
Dicranota (Rhaphidolabis) paraconsors là một loài ruồi trong họ Pediciidae. Chúng phân bố ở vùng sinh thái Palearctic.